# 拜泰加區
51°00′45″N 90°12′22″E / 51.01250°N 90.20611°E
拜泰加區（俄语：Бай-Тайгинский кожуун），圖瓦語音譯「巴彦-泰加」，是俄羅斯圖瓦共和國的一個区，位於共和國南部，面積約7,922.82平方公里，行政中心为泰利。2010年人口10,803，人口密度每平方公里1.36人。

## 地理

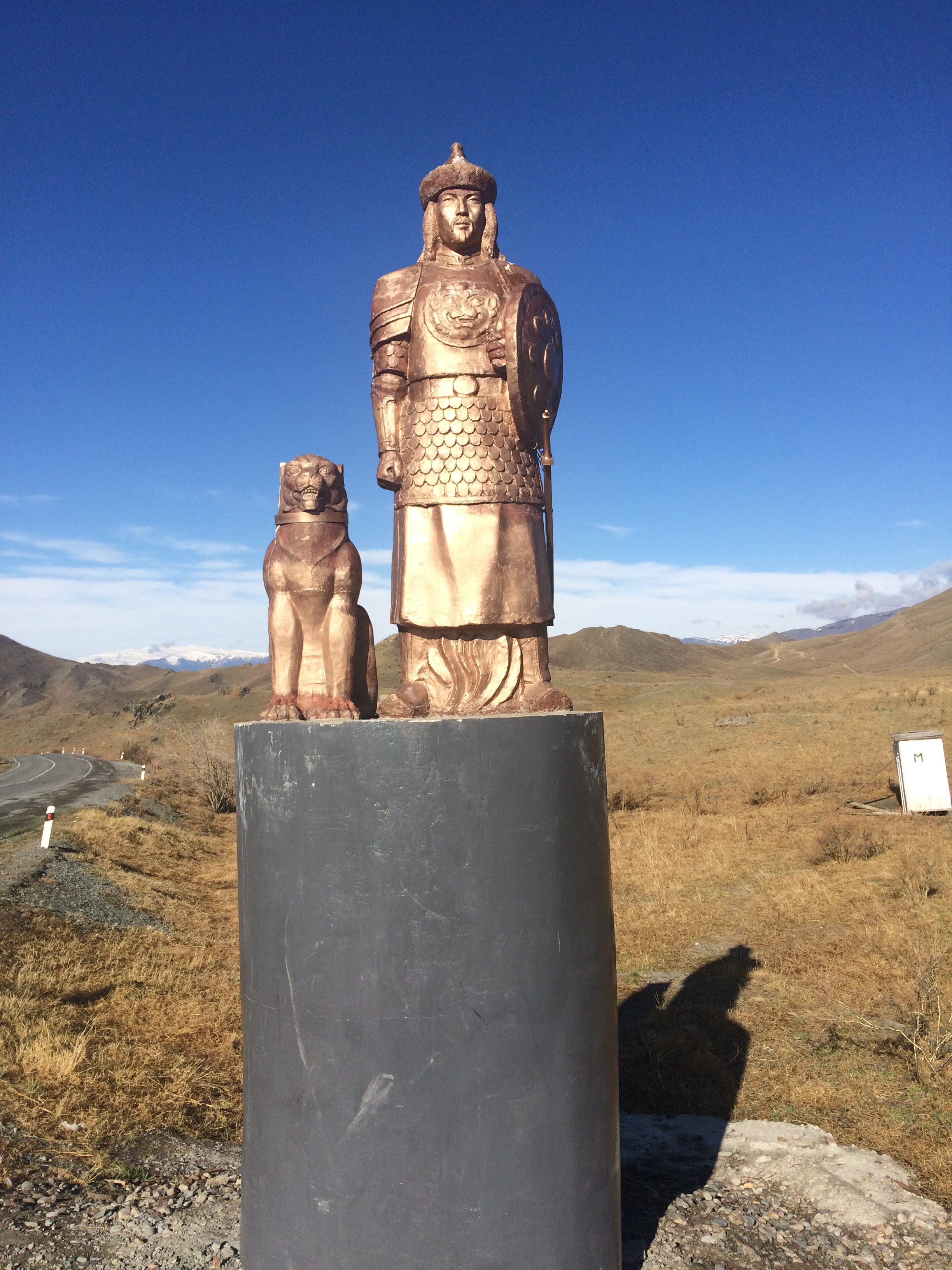
位于该区的速不台雕像

该区位于共和国西部，北邻哈卡斯共和国，西接阿尔泰共和国，东部和南部分别与巴伦-赫姆奇克区和蒙贡泰加区相邻。

## 外部連結
- http://gov.tuva.ru/region/msu/765/ （页面存档备份，存于）